# Øl
Øl er en alkoholisk drik, der fremstilles ved en bryggeproces, hvori der altid indgår korn, normalt i form af malt, samt vand og gær. Der findes desuden en lang række andre ingredienser, der i større eller mindre omfang finder anvendelse i brygningen af visse øltyper. Almindeligvis vil der være tale om humle (eller andre kilder til bitterstoffer, som for eksempel Porse), men også eksempelvis råfrugt i form af majs eller ris, chokolade, lakrids, koriander, stjerneanis og forskellige sukkerprodukter som kandis, moskovado og/eller honning anvendes. Malten fremstilles hovedsageligt af byg, men andre kornsorter, såsom hvede, anvendes også.
Forskellige typer af øl er gennem historien blevet brygget forskellige steder i verden – og nogle områder i for eksempel Tyskland og Belgien er kendt for helt bestemte ingredienser og bryggemetoder. Den første brygning af øl menes fortaget i Mesopotamien i Mellemøsten.[kilde mangler] Efter øllen kom til Europa blev fremstillingen mere professionel, og senere industriel. Centraleuropa og Storbritannien var arnestedet.[kilde mangler] I Danmark kan øl spores helt tilbage til bondestenalder. I historisk tid har øl haft en væsentlig betydning, både økonomisk og kulturel, i Danmark, og nu om stunder har Carlsberg global gennemslagskraft, mens mikrobryggerier har stor indflydelse i Danmark.

## Brygning af øl
Der findes ikke én måde at brygge øl på, idet mange bryggere har udviklet deres egne metoder, som giver præcis den øl, de ønsker. Der er desuden forskel på, om øllet brygges på forskellige traditionelle måder, eller om øllet brygges ved moderne og højteknologiske processer. Hovedtrinene i processerne er dog de samme, selvom begge metoder har hver deres fordele.
Brygningsprocessen består af tre hovedfaser, mæskning, urtkogning og gæring. De grundlæggende råvarer til ølbrygning er vand, malt, humle og gær.

### Maltning
Maltningen er processen, hvor malten klargøres til mæskningen. Fremstillingen af malten foregår i tre underprocesser: støbning, spiring og tørring. Malten består oftest af byg, men til visse øltyper anvendes hvede, rug eller blandinger heraf.
Maltningsprocessen indledes af støbningen, hvor malten henlægges i et vandbad i 48 timer. Herved optager malten tilstrækkeligt vand til at starte spiringsprocessen. Vandet skiftes tre gange, og kornet gennemblæses med luft for at sikre en tilstrækkelig koncentration af ilt i malten.
Efterfølgende, under spiringen, hviler malten. Her holdes temperatur og fugtighed konstant ved at blæse afkølet, mættet luft gennem malten. Temperaturen holdes omkring 16 °C. Under spiringen starter produktionen af enzymer, herunder α-amylase og β-amylase, der nedbryder stivelsen i kornet til mindre saccharider, β-glukanase, der nedbryder cellulosen i cellevæggen og proteaserne: carboxypeptidase og endopeptidase, der nedbryder proteiner i cellerne. Efter 4-5 dage stoppes spiringen ved at tørre malten. Tørringstemperaturen har stor indflydelse på øllets smag og farve. F.eks. tørres malten til en lager ved temperaturer op til ca. 85 °C, hvor en pale ale tørres ved 90-100 °C. Tørringstemperaturen kan, for nogle øltyper, nå op på 200 °C.

### Mæskning
Mæskningen er processen, hvor den tørrede malt klargøres til urtkogningen. Formålet med mæskningen er at omsætte stivelsen i malten til de fermenterbare saccharider: glucose, maltose, maltotriose og dextriner.
Mæskningen startes ved, at malten valses og hældes i opvarmet vand. Malt indeholder en række enzymer med forkellige pH- og temperaturoptima. Hvis temperaturen overskrider det enkelte enzyms optimum, kan de denaturere og derved ødelægges. Derfor starter man med at lade de enzymer, der kræver den laveste temperatur, arbejde først. Enzymet phytase er aktivt ved en temperatur omkring 30-52°C. Phytase spalter kornets fosforlager (phytinsyre), og i denne proces frigives der samtidigt hydrogenioner til urten, der sænker pH-værdien. Denne proces kan forbedre miljøet for de enzymer, der katalyserer hydrolysen af stivelsen i malten.
I temperaturområdet 50-55°C er det protaserne, der har optimale arbejdsbetingelser. Disse enzymer spalter længere proteinkæder og har derved en klarende effekt. Dette trin benyttes ofte, hvis der benyttes hvedemalt i blandingen, da hvedemalt indeholder mange proteiner, som ubehandlet gør øl uklart.
De vigtigste enzymer for mæskningen er de to enzymer, der katalyserer den krævede hydrolyse af stivelsen, α-amylase og β-amylase. β-amylase har temperaturoptimum ved 63-65°C og en pH-værdi omkring 5-5,5. β-amylase spalter de lange kæder af stivelse til glukose og maltose, som begge er sukkerarter, som gær senere har meget nemt ved at gære videre på.
Efterfølgende hæves temperaturen til 65-68°C Herved forekommer der en gelatinisering af amylopektinen, hvorved α-amylase har forøget mulighed for at hydrolysere denne. Stivelsen i byg består af 75% amylopectin, der er lineære kæder af glukose, α-1,4 bindinger, med forgreninger for hver 12-24 glukosemolekyle, α-1,6 bindinger. Både α-amylase og β-amylase kan nedbryde α-1,4 bindinger. α-amylase hydrolyserer bindingerne ved forgreningerne på amylopectinen og leverer derved substrat til β-amylasen. De resterende 25% af stivelsen udgøres af amylose, der er en lineær glukosepolymer med α-1,4 bindinger. Til sidst i mæskningen er størstedelen af stivelsen omsat til mindre saccharider, primært maltose, men også glukose, maltotriose og forgrenede dextriner. Herudover indeholder mæsket proteiner, polypeptider og aminosyrer[1]. Mæskningen afsluttes som regel ved at hæve temperaturen til 75 - 80 °C, hvorved enzymerne denatureres. Mæskningsprocessen varer typisk 1,5 - 2 timer. Ved hjælp af filtrering adskilles de faste og flydende dele af mæsken, henholdsvis "mask" og "mæsk". Masken kan bl.a. bruges som kvægfoder, mens mæsket sendes til kogning. Det er indholdet af sukkerstoffer i mæsket, der har størst betydning for alkoholprocenten. Dette indhold kan f.eks. ligge mellem 11 og 14% tørstof, hvad der vil give øl af pilsnerstyrke. Enheden betegnes også som "% Plato".

### Urtkogning
Urtkogningen er processen hvor mæsket koges sammen med humle og eventuelle krydderier. Det er den sidste proces før fermenteringen og varer typisk 1 - 2 timer.
Humlen tilsættes mæsken under urtkogningen, der herefter udgør urten. I nogle tilfælde koges humlen separat, hvorefter filtratet overføres til mæsket. Der findes en række forskellige humlesorter med specifikke smagsegenskaber, derfor anvendes der ofte flere humlesorter. Da kogetiden for de forskellige humlesorter varierer, tilsættes de løbende under urtkogningen. Kogning af humlen har flere formål, herunder at:
- Ødelægge endnu aktive enzymer
- Sterilisere urten, så vildgær og bakterier dræbes
- Udskille uønskede stoffer i urten, herunder proteiner, harpikser og tannin
- Isomerisere α-syrer fra humlen til iso-α-syrer og overføre disse til urten
- Afkoge flygtige stoffer, der kan give det endelige øl en bismag

Kogetiden afhænger primært af, hvor høj en koncentration af iso-α-syrer, der ønskes i urten. Det er de antibakterielle α- og β-syrerer, der giver øllet den bitre smag. α-syrene forekommer i højere koncentrationer i humlen end β-syrene. De er tungtopløselige i vand og skal derfor isomeriseres, før de overføres til vandfasen. Her skelnes der mellem bitterhumle, smagshumle og aromahumle. Opdelingen bygger på, hvordan man udnytter humlen. Bitterhumlen er den, der skal give øllet dets bitterhed. For at udtrække det meste af α-syren koger man typisk bitterhumlen i 60-90 minutter. Smagshumlen koges med i 15-30 minutter, hvorved humleolierne opløses i urten. Koges smagshumlen længere, vil de flygtige humleolier afdampe. Aromahumlen koges kun med de sidste 5-10 minutter, da aromastofferne let forgår. I enkelte øl tilsættes der også humle ved den første fermentering, hvilket giver en meget karakteristisk humlesmag. Efter 60 min. stoppes urtkogningen, og urten afkøles til den ønskede temperatur og filtreres. Herefter kan fermenteringsprocessen påbegyndes

### Fermentering
Fermenteringen er processen, hvor gær omsætter sukkerstofferne i urten til alkohol, og er den sidste fase i produktionen af øl.
Efter kogningen af humlen skal urten nedkøles til den temperatur, som passer til den specifikke gærtype. Ved brygning af Ale er dette typisk 24 - 27 °C, mens en pilsner f.eks. fermenteres ved lavere temperaturer, fra 15 °C. Når gæren tilsættes urten, påbegyndes fermenteringsprocessen, der består af fire faser:
- Lagfasen
- Vækstfasen
- Fermenteringsfasen
- Sedimentationsfasen

I lagfasen tilsættes gæren den oxiderede urt. I denne fase falder pH, da gæren udnytter fosfat i urten og danner H+. Her anvendes gærens glykogenlager som energikilde. Sukkerarterne der findes i urten, kan ikke nedbrydes af gæren i denne fase. Bryggeren regulerer temperatur og tilsætningsraten af gær til urten, for at denne proces varer 8-24 timer.
Herefter starter vækstfasen, hvor gæren anvender sine glykogenlagre til respiration, hvilket kommer til udtryk i form af skum på overfladen. I denne fase formeres gæren logaritmisk ved knopskydning. Under vækstfasen forekommer en tredobling af celleantallet i urten. I denne fase produceres kuldioxid og aromastoffer.
Fermenteringsfasen indtræder, når gæren har opbrugt ilten. Fermenteringen foregår derfor anaerobt. I denne fase omdanner gæren de sukkerarter som findes i urten, til ethanol, kuldioxid og aromastoffer. Den dannede kuldioxid vil også fordrive evt. tilbageværende ilt, hvilket sikrer anaerobe forhold. Under fermenteringen danner gæren en række uønskede biprodukter, herunder fusel-alkoholer og fedtsyrer. Disse biprodukter har en bismag og er uønskede i større koncentrationer under fermenteringen. Gæren fermenterer ofte i 4-14 dage, hvorefter den flokkulerer og sedimenterer. Her genopbygger gæren sine glykogenlagre og går i dvale. Urt, indeholdende 10-12% sukkerstoffer, vil have en endelig ethanolkoncentration på 4-5%vol.
Efter sedimentationsfasen kan øllet overføres til den endelige beholder, f.eks. flaske eller fad. Nogle bryggere vil her vælge at tilsætte en lille mængde sukker til øllet, før det overføres til den endelige beholder. Dette vil vække gæren igen og sætte gang i eftergæringen, som giver den kuldioxid, der er i øllet – og som yderligere udvikler smagen og hæver alkoholprocenten en smule. I visse, og typisk mere industrialiserede bryggeprocesser, vil man vælge at pasteurisere og filtrere øllet, hvilket fjerner alle gærrester, og i stedet tilsætte kuldioxiden fra flaske; en såkaldt tvangskarbonering.

#### Ølgær
Ølgær er en encellet svamp, som anvendes til produktion af alkohol. Gærens effekt i ølbrygning har været ukendt op til 1857, hvor Louis Pasteur opdagede, at gæren var en levende organisme, der producerede ethanol vha. en fermenteringsproces. Efter opdagelsen af gærens evne til at fermentere under anaerobe forhold har bryggere anvendt rendyrkede gærkulturer til at brygge øl af ensartet kvalitet. Til ølbrygning anvendes to overordnede gærtyper; topgær og bundgær. Topgæring er af gærstammen Saccharomyces cerevisiae, som anvendes til brygningen af ale, porter og stout, hvorimod bundgæren er af stammen Saccharomyces carlsbergensis, primært anvendes til at brygge pilsner og bock.

### Vands indflydelse på brygget
Vand udgør ca. 90% af det færdige øl, og indholdet af mineraler har indflydelse på smagen af produktet. Vandets hårdhed er et mål for koncentrationen af bikarbonat-, calcium- og magnesiumioner i vandet og måles i mg/L og har stor indflydelse på øllets smag og skum.

#### Ioners smagsegenskaber i brygget
Natriumioner giver øllet en saltet smag, såfremt koncentrationen ligger mellem 150- 200 mg/L. Ligger koncentrationen under 100 mg/L, kan det give en sødme, og hvis koncentrationen er over 250 mg/L, giver det en harsk og sur smag. Kaliumioner bidrager med en saltet smag, hvis koncentrationen er over 500 mg/L. Der er et naturligt højt indhold af kalium i øl, som kan ekstraheres fra malten, koncentrationen ligger mellem 300-500 mg/L. Der kan tilsættes kaliumklorid for at øge indholdet af klorioner, som er med til at give en større aromatisk fylde. Magnesiumioner giver en bitter og sur smag. Smagen øges, når koncentrationen overstiger 70 mg/L. Calciumioner er smagsneutrale i de koncentrationer, der oftest forekommer, men modvirker magnesiumionernes indflydelse på smagen. Derfor smager magnesiumionerne mindre kraftigt, hvis koncentrationen af calciumioner hæves. Jern(III)ioner giver en metallisk og skarp bismag, fra koncentrationer på 0,5 mg/L. Ionerne kan smages ved koncentrationer ned til 0,1 mg/L. Sulfationer medfører en tør og skarp smag i øllet. Ionerne øger bitterheden i øllet, selvom koncentrationen af iso-humulon forbliver konstant. Disse egenskaber øges, når koncentrationen af sulfationer ligger mellem 200-400 mg/L.

### Ølskum
Ølskums opbygning og kvantitet afhænger af øltypen. Ved dannelse af ølskummet har boblerne brug for et nukleation-site, der er en grov overflade i en beholder, hvori gas er fanget. Det er disse indkapslede gasbobler, der danner et nukleation-site for boblerne i øllet. Øllet er overmættet med kuldioxid og evt. nitrogen. Gasserne diffunderer over i mikroboblerne ved nukleationsitet, som vokser, river sig løs og stiger mod overfladen, hvor de udgør skummet, det oprindelige nukleation-site bevares efter løsrivelsen.
Stabiliteten af ølskummet afhænger af alkoholprocenten. Den mest stabile tilsand opnås ved en ethanolkoncentration på ca. 3%vol. Ølskummets stabilitet afhænger af en blanding af ethanol og proteiner, som danner komplekse reaktioner med andre tensioaktive stoffer på overfladen af øllet, herunder iso-α-syrer, en række af proteiner, polypeptider og pektin, der ikke er af aromatisk betydning i brygningen, men kan fungere som en stabilisator for skummet fra koncentrationer på 30 ppm. Ølskummets stabilitet afhænger af følgende faktorer
- Syrer fra humlen

- Proteinkoncentrationen
- Metalioner
- Koncentrationen af gas
- Pektin

Der er ligeledes faktorer, som har en negativ indvirkning på ølskummets stabilitet. Stofferne skal have så lav en koncentration som muligt for at øge ølskummets stabilitet. De negative faktorer er listet herunder:
- Lipider
- Aminosyrer
- Ethanolkoncentrationer over 3%vol
- Gærs protease
- Overdreven modifikation af malt

Der er påvist en sammenhæng mellem ølskummets stabilitet og to proteiner fra malt; lipid transfer protein, LTP1, og protein Z4. LTP1 påvirker stabiliteten, når den reagerer med andre proteiner. LTP1 og Z4 er tolerante over for høje temperaturer og er resistente over for proteinnedbrydelse. Disse egenskaber medfører, at de kan modstå forskellige påvirkninger under brygningsprocessen.

## Øltyper
Den mest udbredte øltype i Danmark er pilsner, men globalt varierer øllet med mange forskellige typer. Der er to hovedtyper, nemlig over- og undergæret øl, hver med mange forskellige undertyper. Flertallet af undertyperne tilhører den overgærede kategori, mens et mindretal, herunder pilsnertypen, er undergæret.

### Undergærede øl
Undergæret øl gærer langsomt (typisk 1-2 uger) ved lav temperatur (mellem 0 og 10°), og der anvendes almindeligvis enstrengede gærstammer. Ved undergæring arbejder gæren meget langsomt med omdannelsen af sukkerstofferne i urten til alkohol, hvorfor de synlige gærpartikler falder til bunds og danner et gærlag i bunden af gæringsbeholderen – deraf betegnelsen undergæring. Lagringen sker oftest i store tanke på bryggeriet. Tankene er typisk koniske i bunden, hvilket gør det nemt at fjerne gæren. Langt det meste øl, der brygges i Danmark, er undergæret. Det meste kommercielle øl er brygget ved undergæring, da dette giver et meget stabilt og forudsigeligt resultat.
Eksempler: Lager og Pilsner.

### Overgærede øl
Overgæret øl gærer hurtigt (typisk 3-6 døgn) ved mellem 20 og 30 grader og ved disse temperaturer er gæren så aktiv, at den danner et tykt skumlag i toppen af gæringsbeholderen – deraf betegnelsen overgæring. Gæringen er ikke så nem at kontrollere. Øllet færdigmodnes oftest på flaske eller fad. Overgæret øl har som regel mere maltaroma, blandt andet på grund af den varme gæring og særlige gærstammer. Øl der er gæret på denne måde, kaldes almindeligvis for ale.
Eksempler: Ale, Trappist, Porter, Stout, India Pale Ale, Weizenbier, Witbier, Belgisk Ale, Bitter, Mild Ale og Scottish Ale.

### Spontant/vildtgærede øl
Er den ældste form for gæring. Der anvendes et naturligt kompleks af gærstammer og bakterier, hvilket gør styringen af processen (og udviklingen af smagsstoffer) ekstremt vanskelig. Den færdigkogte urt stilles i et åbent kar, hvorefter mikroorganismerne finder vej til urten, hvilket gør processen fuldstændigt afhængig af de lokale forhold.
Eksempler: Lambic

## Historie
Brygningen af øl startede for ca. 10.000 år siden i det, der dengang var Egypten og Mesopotamien. Her var øllet en grødet masse, brygget på brød. Øl har været anset for at være en hellig drik i Mesopotamien, og havde sin egen gudinde ved navn Ninkasi. De første spor af ølbrygning i norden stammer fra Egtvedpigen, som havde en krukke med spor af hvedeøl med sig i graven. Egtvedpigen stammer fra bronzealderen og blev begravet 1370 f.Kr..
I middelalderen blev der produceret øl på flere klostre. Øllet blev både anvendt til eget forbrug, til besøgene og eksport, da dette gav en god indtægt. Munkene kom forskellige urter i øllet, og i 822 introducerede de humle, hvilket gav bitterhed og forøget holdbarhed. Det var på daværende tidspunkt ikke muligt at bestemme mængden af humle, der skulle anvendes til brygningen, hvilket medførte varierende kvalitet af øllet. I 1200-tallet fandt tyskerne ud af at beregne, hvor meget humle der skulle tilsættes.
Især i England mødte humleøllet modstand, primært pga. at de var nødsaget til at importere det. Her mente bryggerne at øllet kun skulle brygges ud fra vand, gær og malt. Hollændere påbegyndte i 1400-tallet brygning af humleøl i England. De blev her anklaget for at gøre folk syge, ved at forgifte øllet. I 1516 blev renhedsloven vedtaget af Wilhelm den 4., som var hertug af Bayern. Denne lov påbød at øllet kun måtte indeholde vand, malt og humle. Loven mødte modstand og blev ophævet i 1988 af EU- domstolen. Selvom loven er ophævet, er der stadig mange bryggerier, der brygger herefter. Herunder ses en liste over nævneværdige hændelser i øllets senere historie:
- 1516: Det tyske Reinheitsgebot indføres i Bayern.
- 1838: Første lagerøl brygges i Danmark på Kongens Bryghus i København
- 1842: Pilsnerøl brygges for første gang i byen Plzeň, Tjekkiet.
- 1847: Carlsberg grundlægges.
- 1856: Ceres grundlægges.
- 1859: Albani grundlægges.
- 1865: Fuglsang grundlægges i Haderslev.
- 1873: Tuborg grundlægges.
- 1874: Carlsberg lancerer den første danske flaskeøl.
- 1883: Emil Chr. Hansen rendyrker for første gang ølgær på Carlsberg Laboratorium.
- 1970: Carlsberg og De Forenede Bryggerier (Tuborg) fusionerer.
- 1989: Bryggerierne Faxe Jyske A/S dannes ved en fusion mellem Jyske Bryggerier A/S (Ceres, Urban og Thor) og Faxe Bryggeri).

Hvidtøl var indtil midten af 1800-tallet stort set eneste øltype i Danmark, bortset fra importeret tysk øl, der var kendt for at være stærkere (det vil sige kendt for at have en højere alkoholprocent).[kilde mangler] Under Krogens ombygning til Kronborg var dagsrationen til håndværkere og soldater flere liter øl dagligt, men det var svagt øl, der ikke gav den beruselse, vi i dag forbinder med øldrikning. At man dengang drak øl i stedet for vand var af hygiejniske grunde. Brøndvand kunne være dårligt – især i de tætbefolkede bymiljøer – men idet øllet undervejs i brygprocessen blev kogt, var vandet dermed også pasteuriseret, og ølgæremnerne udkonkurrerede ligeledes andre mikroorganismer og erstattede dermed skadelige mikroorganismer med gavnlige (jævnfør mælkesyrning).
Det første bryggeri uden for København, der solgte øl på flaske, var Wiibroes Bryggeri (stiftet af Carl Wiibroe) i Helsingør. Indtil da måtte de, der ikke selv bryggede, hente øl hos bryggeren i egne kander (ca. 1,93 liter) eller købe et helt anker (ca. 37,68 liter). I mellemkrigstiden skiftede bryggerierne ølankrene ud med stakitøl – en glasballon på 5 eller 10 liter (i sjældne tilfælde 3 liter) med tilhørende tremmekurv og patentlukke. De var lettere at rengøre før næste påfyldning.
I de seneste år er interessen for øl i Danmark vokset betydeligt, og udvalget af forskellige øltyper har været i kraftig vækst. I takt med udviklingen er en række bryggerier med en begrænset produktion – mikrobryggerier – og brygværtshuse etableret rundt omkring i landet. I 1998 stiftedes foreningen Danske Ølentusiaster, der arbejder for udbredelsen og kendskabet til god øl. Udviklingen af ølindustrien har været medvirkende til at Danmark markerer sig globalt inden for gastronomi og mikrobryggeriernes udvikling tegner sig ligeledes som et af Danmarks helt store potentialer inde for innovation.

### Dansk ølforskning
I 1875 blev Carlsberg laboratoriet grundlagt af J. C. Jacobsen, med henblik på at forske i de forskellige brygningsprocesser. Forskningen har bl.a. medført, at der i dag anvendes rendyrkede gærsvampe under brygningen. På laboratoriet introduceres pH-skalaen, der senere blev videreudviklet af Johannes Nicolaus Brønsted.
På Carlsberg laboratoriet fokuseres der på forskellige områder, herunder kogetider, enzymaktivitet, forbedring af gærstammer, råmaterialer samt måle- og overvågningsmetoder, for at forbedre processerne. Emil Chr. Hansen, der var forstander for den fysiologiske afdeling på laboratoriet i perioden 1879-1901, gjorde det muligt at rendyrke gæren. Denne opdagelse havde stor betydning for Carlsberg og har revolutioneret gærindustrien. Johan Kjeldahl, som var forstander for den kemiske afdeling i perioden 1876-1900, udviklede en metode, der gjorde det muligt at bestemme nitrogenmængden, som var i de kemiske forbindelser og i råmaterialerne. Metoden anvendes i dag, bl.a. til proteinbestemmelser. Søren Peter Lauritz Sørensen, der var forstander for den kemiske afdeling i perioden 1901-1938, indførte bl.a. pH-skalaen, og har derudover været indstillet til nobelprisen 13 gange, 8 i kemi og 5 i fysiologi (8).

## Fadøl
Fadøl er øl som sædvanligvis serveres fra en beholder (som regel kaldet fustage, fad, anker eller keg) normalt på 10-20 liter, men kan være på op til 50 liter. Det er typisk restauranter og Pub's der har fadølsanlæg. Man kan også få dem i små udgaver med tre-fem liter i.

### Fadølsanlæg
Fadølsanlæg er en fustage, der kobles sammen med henholdsvis tappehanen og en trykflaske indeholdende CO2.
- En fustage
- En minifustage.